# Ебуліометрія

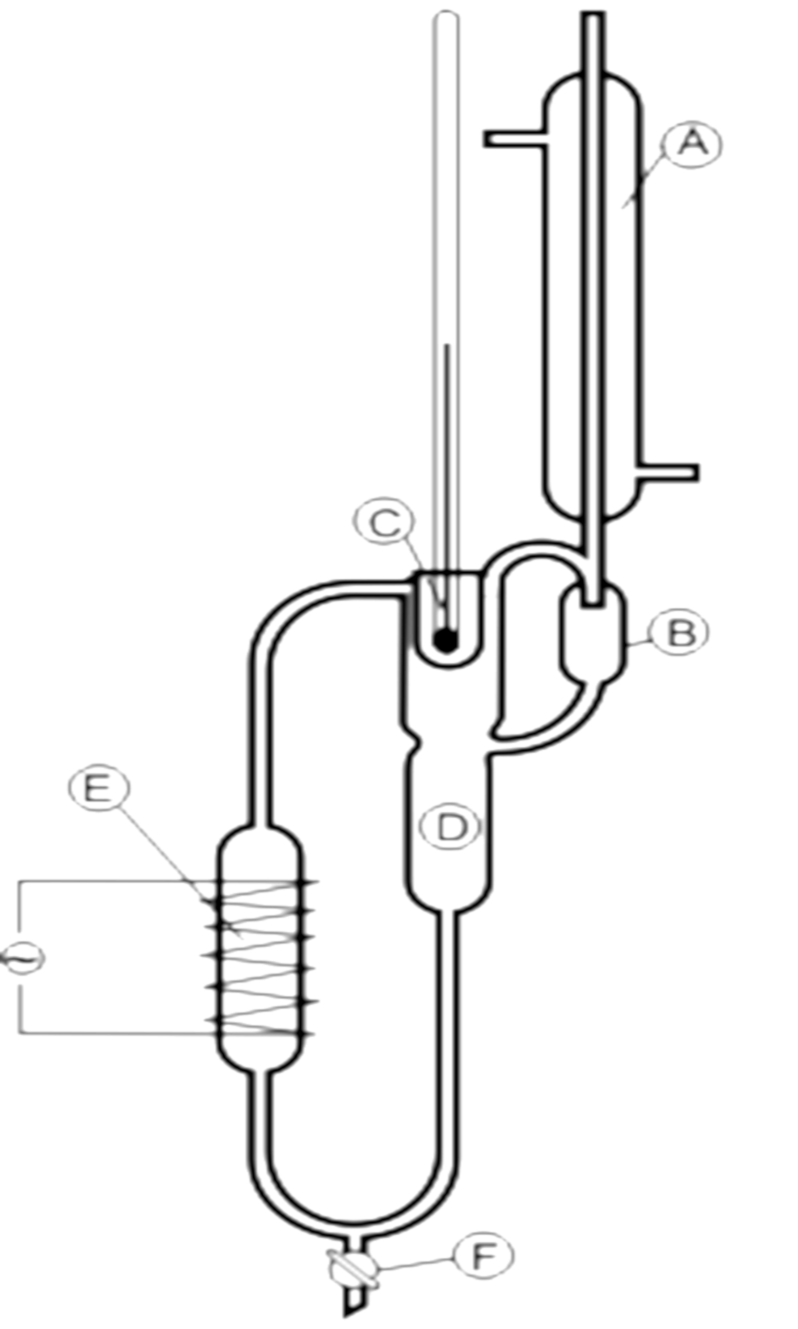
Ебуліометр Свєнтославського. A) дефлегматор, B) крапельниця, C) гніздо термометра, D) колба, E) резервуар, що підігрівається за допомогою нагрівача, F) зливний клапан

Ебу́ліоме́трія (рос. эбулиометрия, англ. ebulliometry) — метод визначення середньої молекулярної маси розчиненої речовини за підвищенням температури кипіння розчину в порівнянні з температурою кипіння чистого розчинника.